# Edmund Wittbrodt

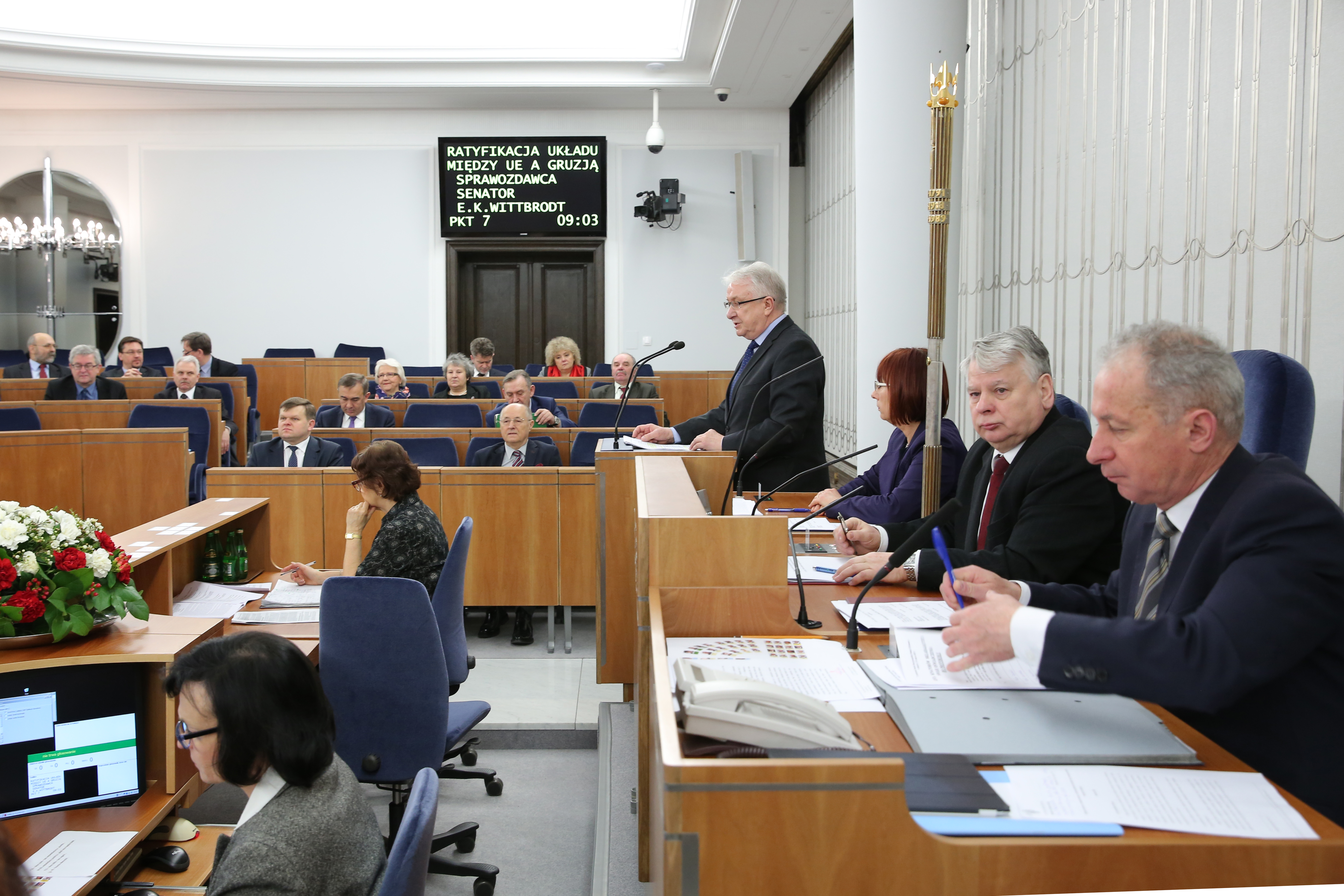
Edmund Wittbrodt podczas 50. posiedzenia Senatu VIII kadencji

Edmund Kazimierz Wittbrodt (ur. 16 listopada 1947 w Rumi) – polski inżynier, nauczyciel akademicki i polityk, profesor nauk technicznych, w latach 2000–2001 minister edukacji narodowej, senator IV, V, VI, VII i VIII kadencji. W latach 2016–2019 prezes Zrzeszenia Kaszubsko-Pomorskiego.

## Życiorys

### Wykształcenie i działalność naukowa
Uczył się w szkołach podstawowych w Rumi (nr 1 i nr 5). W 1966 ukończył Technikum Mechaniczno-Elektryczne w Gdańsku. W 1972 został magistrem inżynierem po ukończeniu studiów na Wydziale Mechanicznym Technologicznym Politechniki Gdańskiej. W 1974 uzyskał stopień doktora nauk technicznych, a w 1983 stopień doktora habilitowanego nauk technicznych. W 1991 otrzymał tytuł profesora nauk technicznych. Zawodowo związany z Politechniką Gdańską, objął na niej stanowisko profesora zwyczajnego. Odbył staż naukowy na Uniwersytecie Walijskim (Wielka Brytania) w roku akademickim 1976–1977.
Pełnił funkcję przewodniczącego Rady Rektorów Pomorza Nadwiślańskiego i przewodniczącego Konferencji Rektorów Polskich Uczelni Technicznych. Od 1990 do 1996 sprawował funkcję rektora Politechniki Gdańskiej.

### Działalność zawodowa i polityczna
Należał do „Solidarności”, z której wystąpił w 2010 na znak protestu przeciwko poparciu przez związek kandydatury Jarosława Kaczyńskiego w wyborach prezydenckich. W wyborach parlamentarnych w 1993 bez powodzenia kandydował do Senatu z ramienia Zrzeszenia Kaszubsko-Pomorskiego (na 15 kandydatów w okręgu zajął 5. miejsce). W 1997 został senatorem IV kadencji z ramienia Akcji Wyborczej Solidarność. Reprezentował krajowy parlament w Zgromadzeniu Parlamentarnym Rady Europy. Od 20 lipca 2000 do 19 października 2001 sprawował funkcję ministra edukacji narodowej w rządzie Jerzego Buzka.
W kolejnych wyborach ponownie uzyskiwał mandat senatora – w 2001 V kadencji z ramienia Bloku Senat 2001, a w 2005 VI kadencji z ramienia Platformy Obywatelskiej, do której następnie przystąpił. Od maja do lipca 2004 jako przedstawiciel Bloku Senat 2001 sprawował też mandat eurodeputowanego V kadencji w ramach delegacji krajowej. W wyborach parlamentarnych w 2007 po raz czwarty uzyskał mandat senatorski, otrzymując 244 214 głosów. Został powołany w skład Kapituły do Spraw Profesorów Oświaty.
W 2011 z powodzeniem ubiegał się o reelekcję, w nowym okręgu jednomandatowym dostał 70 345 głosów. W 2012 został przewodniczącym Parlamentarnego Zespołu Wspierania Języka Esperanto (został członkiem honorowym Polskiego Stowarzyszenia Europa-Demokracja-Esperanto). W 2015 Edmund Wittbrodt zrezygnował z kandydowania w kolejnych wyborach parlamentarnych. 3 grudnia 2016 został wybrany na prezesa Zrzeszenia Kaszubsko-Pomorskiego. Zakończył urzędowanie 30 listopada 2019. Objął także funkcję przewodniczącego Rady Fundacji Gdańskiej.

## Życie prywatne
Syn Antoniego (murarza) i Katarzyny z domu Kapustina. Od 1968 żonaty z Danutą, ma dwie córki: Izabelę i Agatę.

## Odznaczenia i wyróżnienia
- Krzyż Kawalerski Orderu Odrodzenia Polski (1995)[10]
- Medal Komisji Edukacji Narodowej[1]
- Nagroda Naukowa Miasta Gdańska im. Jana Heweliusza (1997)[11]
- Honorowy obywatel Rumi (1998)[1]
- Medal św. Wojciecha (2013)[12]
- Złoty Medal Uniwersytetu Gdańskiego „Bene merito et merenti” (2015)[13]
- Wielki Krzyż Zasługi Orderu Zasługi RFN (Niemcy, 2016)[14]
- Krzyż Komandorski Orderu Zasługi (Węgry, 2016)[1]
- Medal Stulecia Niepodległości, wyróżnienie przyznane przez prezydenta Gdańska (2018)[15]
- Tytuł doktora honoris causa Uniwersytetu Gdańskiego (2020)[16]
- Medal 100-lecia Towarzystwa Przyjaciół Nauki i Sztuki w Gdańsku, Gdańskiego Towarzystwa Naukowego, Gdańskiego Towarzystwa Przyjaciół Sztuki (2022)[1]
- Medal Honorowy „Profesor Emeritus Politechniki Gdańskiej” (2022)[1]
- Honorowy obywatel powiatu wejherowskiego (2024)[1]
- Honorowe Wyróżnienie za Zasługi dla Województwa Pomorskiego (2025)[17]